# إدوارد كارول ستون
إدوارد كارول ستون (بالإنجليزية: Edward Carroll Stone) (و. 1936 – م) هو فيزيائي، وأستاذ جامعي من الولايات المتحدة الأمريكية. وهو عضواً في الأكاديمية الوطنية للعلوم .

## التعليم
تعلم في جامعة شيكاغو

## مناصب وهيئات
أدار معهد كاليفورنيا للتقنية.

## جوائز
حصل على جوائز منها:
- قلادة العلوم الوطنية الأمريكية.
- جائزة شو (2019).[38]